# Sjónarhóll (kulle i Island, Suðurland, lat 63,62, long -18,15)
Sjónarhóll är en kulle i republiken Island. Den ligger i regionen Suðurland, 190 km öster om huvudstaden Reykjavík. Toppen på Sjónarhóll är 14 meter över havet.
Trakten runt Sjónarhóll är nära nog obefolkad, med mindre än två invånare per kvadratkilometer. Närmaste större samhälle är Kirkjubæjarklaustur, omkring 20 kilometer norr om Sjónarhóll. I omgivningarna runt Sjónarhóll växer i huvudsak barrskog.